# Cepari, Olt
Cepari este un sat în comuna Cârlogani din județul Olt, Oltenia, România.